# What Up Gangsta
«What Up Gangsta» — другий трек з дебютного студійного альбому американського репера 50 Cent Get Rich or Die Tryin'. Зведення: Dr. Dre на Encore Studios (Бербанк, штат Каліфорнія). Запис: Карлайс Янґ на Lobo Studios (Дір-Парк, штат Нью-Йорк), Майк Стрендж на 54 Sound (Детройт, штат Мічиган), Мауріцио «Veto» Іреґоррі на Encore Studios. Помічник звукорежисера: Рубен Рівера.
Хоча пісню й не видали синглом, вона потрапила до чартів. За словами Роба Тевлоу, остаточна версія відрізняється від початкової, що не збереглася через проблеми з обладнанням.

## What Up Gangsta Pt. 2
19 листопада 2011 оприлюднили сиквел «What Up Gangsta Pt. 2». Тривалість: 2:07.

## Чартові позиції
| Чарт (2003)                         | Найвища позиція |
| ----------------------------------- | --------------- |
| US Billboard Hot 100                | 101             |
| US Hot Rap Tracks                   | 16              |
| US Hot R&B/Hip-Hop Singles & Tracks | 26              |